# خذوة (محافظة العيص)
خذوة، قرية من قرى محافظة العيص، والتابعة لمنطقة المدينة المنورة في السعودية.